# Widukind Herrmann
Widukind Herrmann (* 7. Mai 1936 in Mühlhausen; † 18. Januar 2011 in Leipzig) war ein deutscher Fußballschiedsrichter und Schiedsrichterfunktionär.

## Leben
Er leitete von 1974 bis 1985 für die BSG Motor Lindenau 104 Spiele der DDR-Oberliga und war überdies von 1980 bis 1985 FIFA-Schiedsrichter auch 1980 bei der EM in Italien (u. a. drei A-Länderspiele).
1979 pfiff er das FDGB-Pokal-Endspiel zwischen dem 1. FC Magdeburg und dem BFC Dynamo (1:0 n. V.) vor 50 000 Zuschauern im Stadion der Weltjugend in Berlin und war bei den Endspielen 1984 und 1985 als Linienrichter beteiligt.
Von 1978 bis 1989 war er Vorsitzender des Schiedsrichterausschusses des Bezirksfachausschusses Leipzig, nach der Wende bis 2007 des Fußballverbandes der Stadt Leipzig.
Für seine Verdienste erhielt der Leipziger die Ehrenplakette des Deutschen Fußball-Verbandes sowie 2001 die Ehrennadel des Sächsischen Fußball-Verbandes e.V. in Gold.
Seine letzte Ruhestätte fand er auf dem Friedhof Leipzig-Schönefeld.
| Personendaten    | Personendaten                   |
| ---------------- | ------------------------------- |
| NAME             | Herrmann, Widukind              |
| KURZBESCHREIBUNG | deutscher Fußballschiedsrichter |
| GEBURTSDATUM     | 7. Mai 1936                     |
| GEBURTSORT       | Mühlhausen                      |
| STERBEDATUM      | 18. Januar 2011                 |
| STERBEORT        | Leipzig, Deutschland            |